# Bon appétit
Bon appétit es una película de Morena Films dirigida por David Pinillos y protagonizada por Unax Ugalde, Nora Tschirner, Giulio Berruti y Herbert Knaup que se presentó en la 13.ª edición del Festival de cine español de Málaga donde obtuvo el premio al mejor actor para Unax Ugalde.

## Sinopsis
Bon appétit es una historia de amigos que se besan y se atreven a cruzar esa delgada línea que separa la amistad del amor y que te cambia la vida para siempre. Daniel, un joven y ambicioso chef español, acaba de conseguir su sueño: una plaza en el prestigioso restaurante de Thomas Wackerle en Zúrich. Su extraordinario talento como chef le servirá a Daniel para progresar en la exigente cocina de Wackerle, pero no podrá evitar que su relación con Hanna, la atractiva sumiller del restaurante, se transforme en algo más que una simple amistad. Ella tiene una relación con uno de los administradores del restaurante por lo cual no quiere dar el primer paso. En un lapso de tiempo Hanna queda embarazada y después de haber besado a Daniel se da cuenta de que ella no lo ama por lo cual se va a Múnich para buscar su lugar. Esta inesperada situación sacudirá el ordenado mundo de Daniel, enfrentándole a una difícil decisión: continuar por la senda del éxito profesional o arriesgarse y luchar por la chica que ama.

## Recepción
La película recibió una valoración positiva por parte de la crítica, la página web Sensacine.com recopiló un total de dos críticas sobre ellas recibiendo una nota media de 3,5 sobre 5.

## Reconocimiento
- Pantalla Abierta a Nuevos Realizadores de 2011 a David Pinillos en el Festival de Cine de Alcalá de Henares